# Pristimantis petersi
Pristimantis petersi es una especie de anfibio anuro de la familia Craugastoridae.

## Distribución
Esta especie habita entre los 1410 y 1950 m de altitud:
- en Ecuador en la vertiente oriental de la Cordillera Oriental en las provincias de Napo, Sucumbíos y Pastaza;
- en Colombia en la vertiente oriental de la Cordillera Central en los departamentos de Caquetá, Huila y Putumayo.[4]

## Descripción
Los machos miden de 14.5 a 19.9 mm y las hembras de 20.3 a 23.1 mm.

## Etimología
Esta especie lleva el nombre en honor a James Arthur Peters.

## Publicación original
- Lynch & Duellman, 1980 : The Eleutherodactylus of the Amazonian slopes of the Ecuadorian Andes (Anura: Leptodactylidae). Miscellaneous Publication, Museum of Natural History, University of Kansas, n.º 69, p. 1-86[5]